# Liste der Monuments historiques in Saint-Gilles (Marne)
Die Liste der Monuments historiques in Saint-Gilles führt die Monuments historiques in der französischen Gemeinde Saint-Gilles auf.

## Liste der Immobilien
| Bezeichnung      | Beschreibung            | Standort                | Kennzeichnung | Schutzstatus | Datum | Bild           |
| ---------------- | ----------------------- | ----------------------- | ------------- | ------------ | ----- | -------------- |
| Kirche St-Pierre | aus dem 12. Jahrhundert | Rue Saint-Pierre (Lage) | PA00078838    | Classé       | 1920  | weitere Bilder |

## Liste der Objekte
| Bezeichnung                                     | Beschreibung                                                                               | Standort                       | Kennzeichnung | Schutzstatus    | Datum  | Bild |
| ----------------------------------------------- | ------------------------------------------------------------------------------------------ | ------------------------------ | ------------- | --------------- | ------ | ---- |
| Sakristeischrank                                | Holz, 17. oder 18. Jahrhundert                                                             | in der Kirche St-Pierre (Lage) | PM51001952    | Inscrit         | 1974   |      |
| Sebastiansaltar                                 | Altartisch, Retabel und sechs Skulpturen; Anfang des 16. Jahrhunderts                      | in der Kirche St-Pierre (Lage) | PM51000972    | Classé          | 1908   |      |
| Taufbecken                                      | Stein, 17. Jahrhundert; Sockel und Schaft aus zwei romanischen Kapitellen, 12. Jahrhundert | in der Kirche St-Pierre (Lage) | PM51001950    | Inscrit         | 1974   |      |
| Skulptur Madonna mit Kind                       | Stein, farbig gefasst, 16. Jahrhundert                                                     | in der Kirche St-Pierre (Lage) | PM51000973    | Classé          | 1908   |      |
| Skulptur Johannes Evangelist                    | aus einer Kreuzigungsgruppe; Holz, farbig gefasst und vergoldet, 17. Jahrhundert           | in der Kirche St-Pierre (Lage) | PM51001955    | Inscrit         | 1974   |      |
| Kruzifix                                        | Elfenbein, 19. Jahrhundert                                                                 | in der Kirche St-Pierre (Lage) | PM51001958    | Inscrit         | 1974   |      |
| Skulpturengruppe Heiliger Ägidius mit Hirschkuh | Stein, farbig gefasst, 15. Jahrhundert                                                     | in der Kirche St-Pierre (Lage) | PM51000971    | Classé          | 1908   |      |
| Kerzenständer                                   | Holz, Kupfer, bezeichnet 1820 oder 1826                                                    | in der Kirche St-Pierre (Lage) | PM51001956    | Inscrit         | 1974   |      |
| 21 Kirchenbänke                                 | Holz, 17. oder 19. Jahrhundert                                                             | in der Kirche St-Pierre (Lage) | PM51001957    | Inscrit         | 1974   |      |
| Skulptur Madonna                                | Stein, farbig gefasst, 15. Jahrhundert                                                     | in der Kirche St-Pierre (Lage) | PM51001595    | Classé gelöscht | ? 1959 |      |
| Skulptur Heiliger Ägidius                       | Stein, 15. Jahrhundert                                                                     | in der Kirche St-Pierre (Lage) | PM51001951    | Inscrit         | 1974   |      |
| Skulptur Heiliger Antonius der Große            | Stein, 17. Jahrhundert                                                                     | in der Kirche St-Pierre (Lage) | PM51001953    | Inscrit         | 1974   |      |
| Skulptur Mater dolorosa                         | aus einer Kreuzigungsgruppe; Holz, farbig gefasst und vergoldet, 17. Jahrhundert           | in der Kirche St-Pierre (Lage) | PM51001954    | Inscrit         | 1974   |      |